# Thomas M. Held

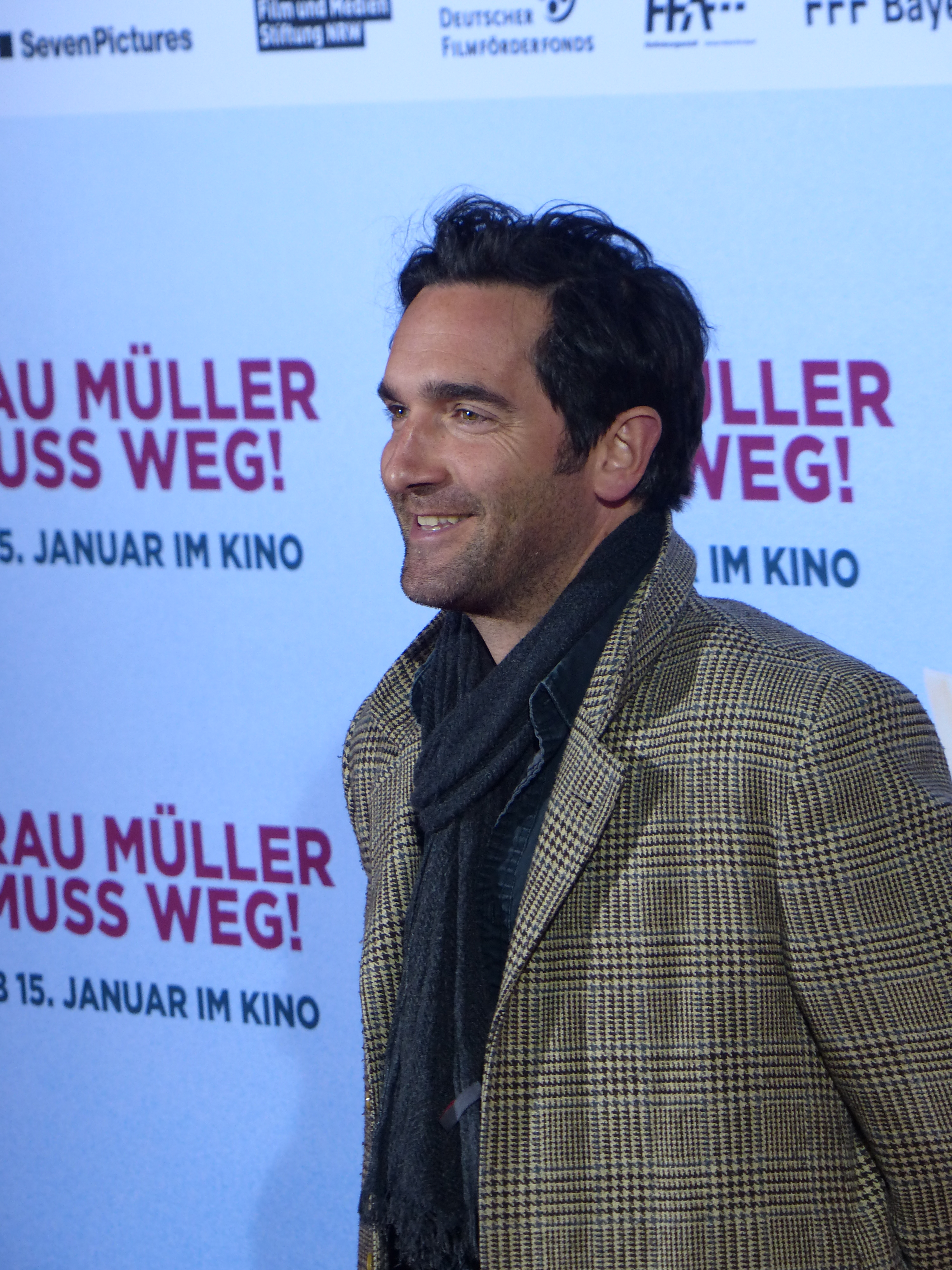
Thomas M. Held bei der Kinopremiere von Frau Müller muss weg! (Januar 2015, Cinedom Köln)

Thomas Maximilian Held (* 3. März 1972 in Köln) ist ein deutsch-österreichischer Schauspieler.

## Leben
Held absolvierte eine Ausbildung an der Schauspielschule der Keller in Köln. Er wirkte in mehreren Film- und Fernsehproduktionen sowie Kinoproduktionen und Theaterstücken mit. Unter anderem war Held in den Film-/Fernsehproduktionen Die Wache, Alarm für Cobra 11 – Die Autobahnpolizei, Alles außer Sex und Sechserpack zu sehen. Von 2010 bis 2011 spielte er in der Telenovela Lena – Liebe meines Lebens die Rolle des  Tom Lorenz.

## Filmografie (Auswahl)

### Film
- 2001: Hotel zum letzten Kliff (Pilotfilm)
- 2005: Guten Morgen Hamburg (Diplomfilm)
- 2006: Trivial (Diplomfilm)
- 2010: C.I.S. – Chaoten im Sondereinsatz

### Fernsehen
- 1997: Familie Heinz Becker
- 1999: Höllische Nachbarn
- 1999: Die Wache
- 2002: Wilde Engel
- 2002–2009: Sechserpack
- 2004: Bettgeflüster und Babygeschrei
- 2005: Alarm für Cobra 11 – Die Autobahnpolizei
- 2006: Alles außer Sex
- 2008: Der Sturz
- 2009: Schillerstraße
- 2011: Der letzte Bulle (Fernsehserie) – Folge: Tod eines Strippers
- 2010–2011: Lena – Liebe meines Lebens
- 2015: Unter uns
- 2016: Helen Dorn – Gefahr im Verzug (Fernsehreihe)
- 2016: SOKO Stuttgart
- 2019: Heldt (Fernsehserie) – Folge: Geheimnisträger
- 2021: SOKO Potsdam (Fernsehserie) – Folge: Tödliches Rezept[1]
- 2023: Schule am Meer – Familienbande (Fernsehfilm)

### Kino
- 1998: Late Show
- 2003: Bloodbound
- 2004: Shit Happens
- 2005: Buonanotte Topolino
- 2008: Buffalo Soldiers ’44 – Das Wunder von St. Anna
- 2013: Die Vampirschwestern 2 – Fledermäuse im Bauch
- 2013: FLMSTDT

## Theater
- 2008: Buddenbrooks (Marburg)
- 2011: Die Hörtheatrale: Dracula (Marburg)
- 2011: Das Phantom der Oper (Marburg)
- 2012: Erdbeerbrause und Rock’n Roll
- 2014: Squirrels (theatre national du luxembourg)
- 2015: Zauberhafte Zeiten (Düsseldorf)
- 2024: Plötzlich Shakespeare (Braunschweig)[2]

## Hörbücher
- 2009: Buddenbrooks
- 2010: Kein Sex ist auch keine Lösung